# احمد یحیویی
احمد یحیویی (انگلیسی: Ahmed Yahiaoui؛ زادهٔ ۱۲ ژانویهٔ ۱۹۸۷) بازیکن فوتبال اهل فرانسه است.
از باشگاه‌هایی که در آن بازی کرده‌است می‌توان به باشگاه فوتبال سیون، باشگاه فوتبال المپیک مارسی، باشگاه فوتبال کن، باشگاه فوتبال مولودیه الجزایر، باشگاه فوتبال مولودیه وهران، و باشگاه فوتبال سدان اشاره کرد.
وی همچنین در تیم‌های ملی فوتبال France national under-16 football team، زیر ۱۷ سال فرانسه، و زیر ۱۸ سال فرانسه بازی کرده‌است.